# ピアノ四重奏曲 (シューマン)
 ピアノ四重奏曲 変ホ長調 作品47は、ロベルト・シューマンが1842年に作曲したピアノ四重奏曲である。シューマンは1829年にもハ短調のピアノ四重奏曲を作曲している（後述）。

## 概要
ピアノ五重奏曲 作品44の完成に引き続いて作曲されたピアノ四重奏曲である。この時期はシューマンの「室内楽の年」と呼ばれ、この作品以外にも『幻想小曲集』作品88や3曲の弦楽四重奏曲 作品41などが生み出されている。
作曲は1842年10月24日から11月26日にかけて行われた。スケッチは10月24日から30日に行われ、11月7日から26日間で全曲を完成させたという。翌1843年6月に改訂を施した後、8月にライプツィヒの出版社フリードリヒ・ウィストリング社から出版された。
初演は1843年4月5日に作曲者の自宅で非公開に行われた。公開初演は1844年12月8日にライプツィヒで、クララ・シューマン（ピアノ）、フェルディナント・ダヴィッド（ヴァイオリン）、ニルス・ゲーゼ（ヴィオラ）、カール・ヴィットマン（チェロ）の演奏で行われた。

## 構成
全4楽章で構成され、演奏時間は28分。
第1楽章 ソステヌート・アッサイ-アレグロ・マ・ノン・トロッポ-ソステヌート-アレグロ
変ホ長調、ソナタ形式。12小節からなる序奏は、全楽章の動機が提示されるが、この動機はベートーヴェンの後期の弦楽四重奏曲に類似している。
第2楽章 スケルツォ、モルト・ヴィヴァーチェ
変ロ長調。交響曲第2番の第2楽章のようなスタッカートによる走句の楽章。
第3楽章 アンダンテ・カンタービレ
変ロ長調。三部形式または変奏曲形式ともとれる楽章。この楽章の後半では、チェロがC弦を全音低いB♭音に調弦する（スコルダトゥーラを参照）。
第4楽章 フィナーレ、ヴィヴァーチェ
変ホ長調。大規模なソナタ形式。覇気に溢れたフィナーレ楽章。ユニゾンで始まり、ヴィオラ、ピアノ、第1ヴァイオリンによるフガートで奏される。
コーダは再びフガートが用いられ、華麗にまとめられて曲を終える。

## ピアノ四重奏曲（1829年）
ピアノ四重奏曲ハ短調は、1829年3月に一応完成したが、若書きの作品としてピアノパートを完結させず、欠落の多いまま出版せずに終わった未完成作品である。草稿は1974年にボン大学の図書館から発見された。ベートーヴェン及びシューベルトの影響が指摘される。
シューマン研究家のヴォルフガング・ベッティヒャー（Wolfgang Boetticher）による補筆版が1979年に初演され、1981年にアンドレ・プレヴィンらが録音している。ヨアヒム・ドラハイム（Joachim Draheim）とトリオ・パルナッススによる補筆版もある（2005年2月にシュトゥットガルトで初演）。この版は、ベッティヒャー版よりも特に第1楽章の構成が拡張されている。
ベッティヒャー補筆版の演奏時間は約19分、ドラハイム補筆版の演奏時間は約32分。

### 構成
第1楽章 アレグロ・モルト・アッフェトゥオーソ、ハ短調
第2楽章 メヌエット：プレスト、ト長調
第3楽章 アンダンテ、ト短調
第4楽章 アレグロ・ジュスト―プレスト、ハ短調―ハ長調

### 作品47の演奏
- 第1楽章 - YouTube
- 第2楽章 - YouTube
- 第3楽章 - YouTube
- 第4楽章 - YouTube

### ハ短調の演奏
- 第1楽章 - YouTube
- 第2楽章 - YouTube
- 第3楽章 - YouTube
- 第4楽章 - YouTube